# ویلیام ای. استنفیل
ویلیام ای. استنفیل (به انگلیسی: William A. Stanfill) سناتور سابق عضو حزب جمهوری‌خواه ایالات متحده آمریکا بود. وی در سال ۱۹۴۵ تا ۱۹۴۶ میلادی سناتور ایالت کنتاکی در سنای ایالات متحده آمریکا بود.